# Renens
Renens (IPA: [ʁə.n̪ɑ̃]ⓘ) község Svájcban, Vaud kantonban. A település a lausanne-i agglomeráció része. Lakosainak száma 20 927 fő (2018. december 31.).

## Története
A települést először 888-896 körül említik a források, villa Runingis néven.

## Demográfia

### Népességváltozás
A település népességének változása:
| Lakosok száma | 16 635 | 16 271 | 16 880 | 17 085 | 16 882 | 17 430 | 18 379 | 19 483 | 20 446 | 20 927 |
|               | 1981   | 1985   | 1989   | 1993   | 1997   | 2002   | 2006   | 2010   | 2014   | 2018   |

## Híres szülöttei
- Henri Dès (1940 –), énekes,
- Fabio Celestini (1975 –), válogatott labdarúgó, edző,
- Freddie Veseli (1992 –), svájci születésű albán válogatott labdarúgó.

## Galéria

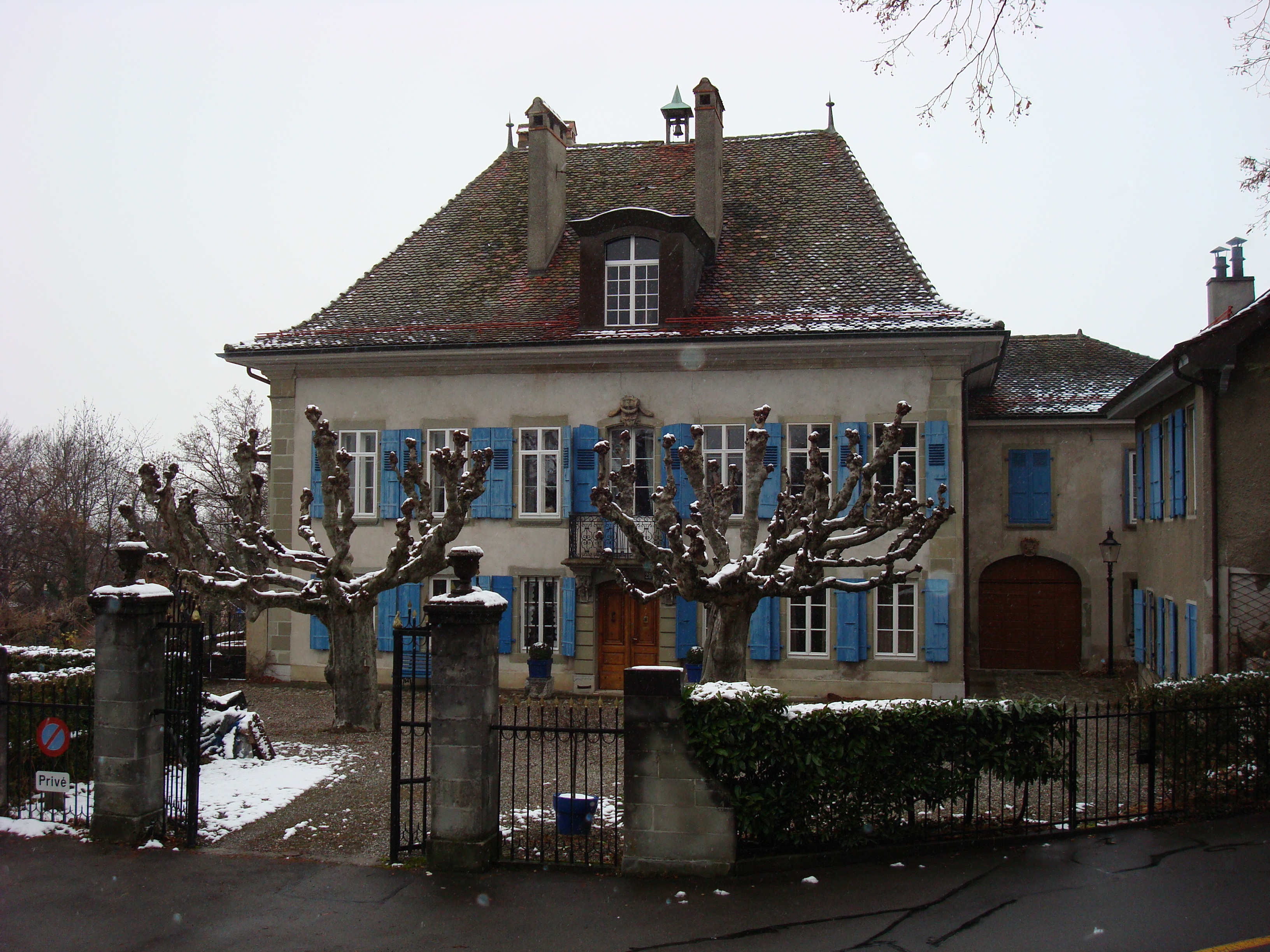
Renens kastélya
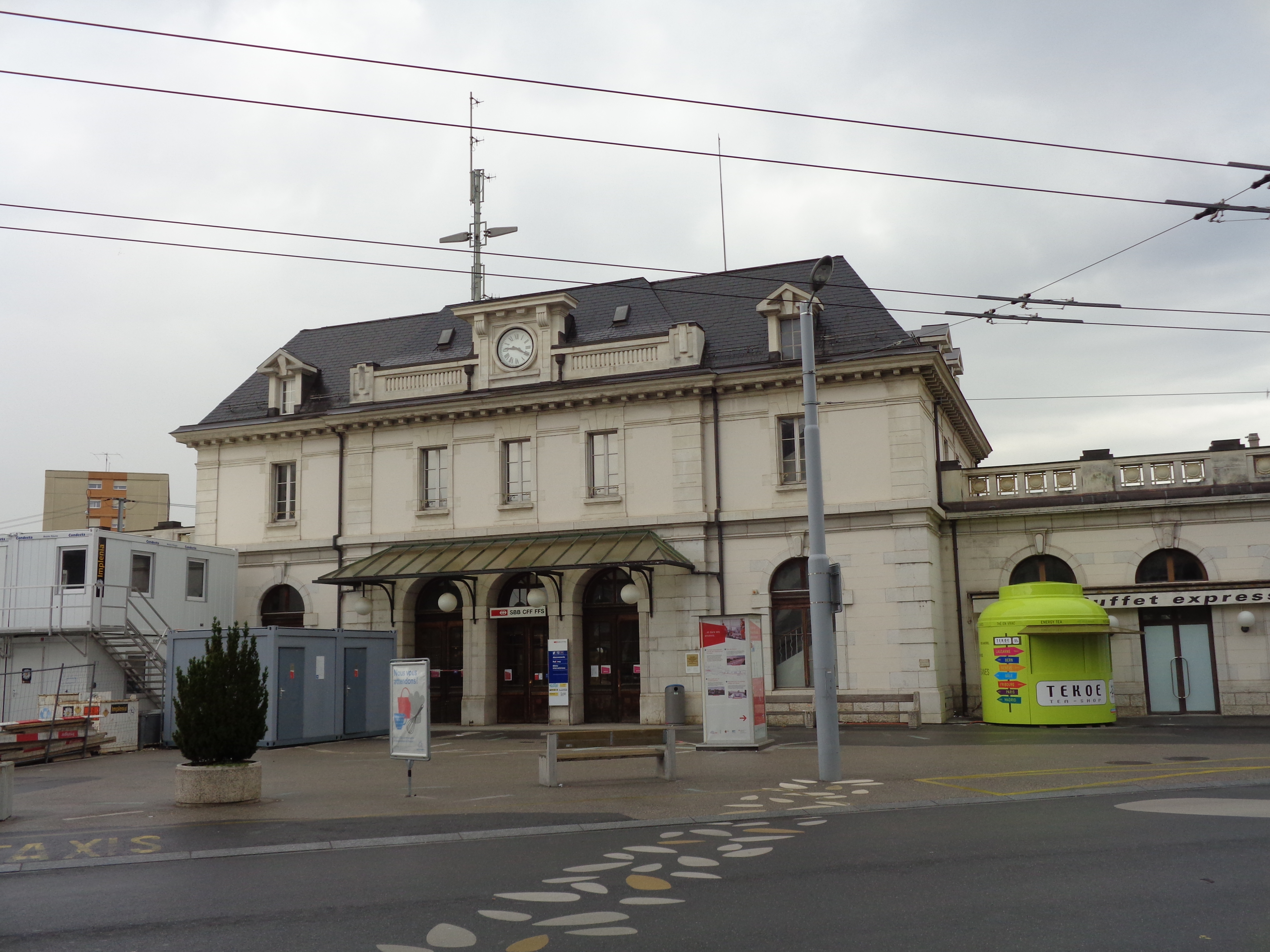
Vasútállomás
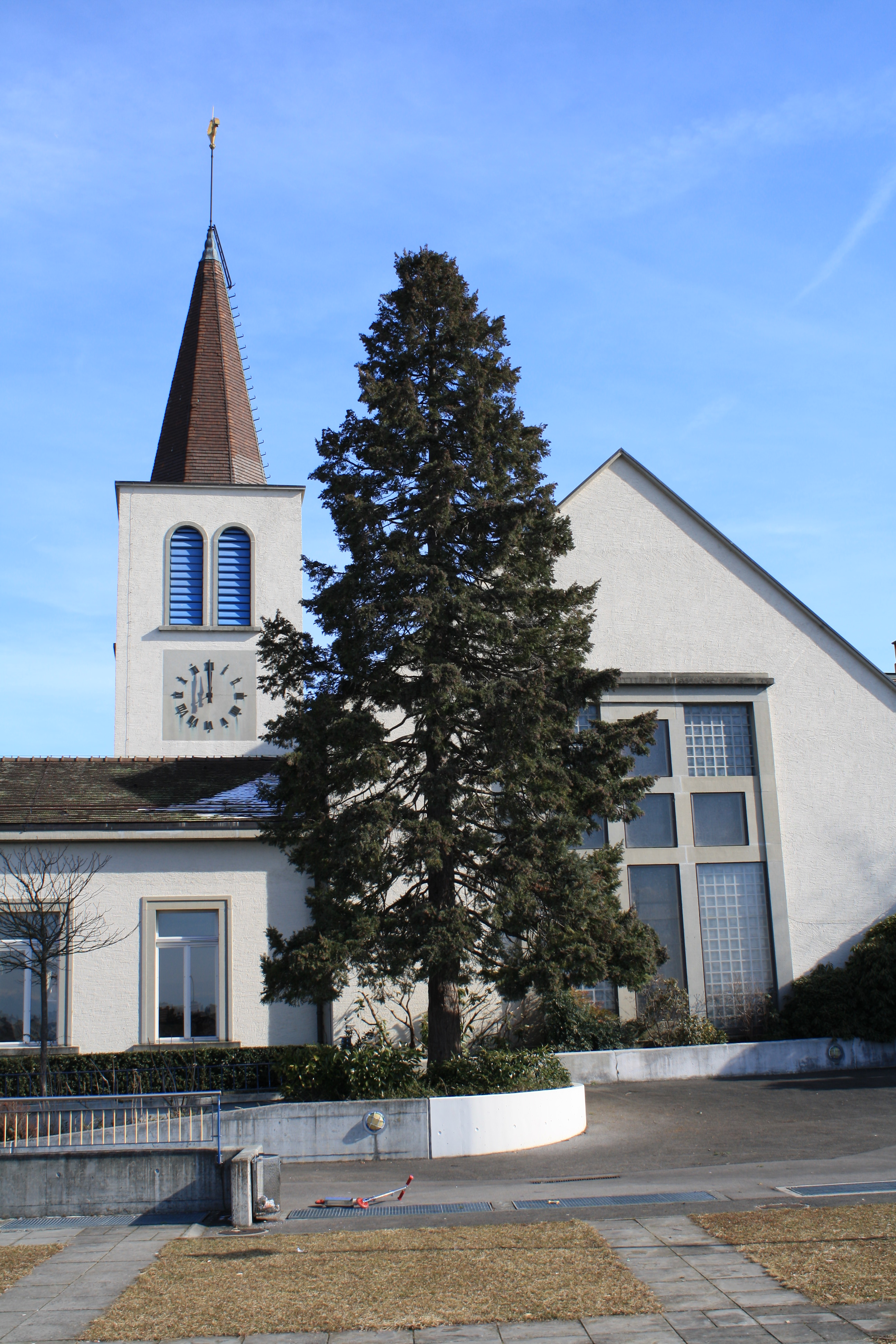
Református templom